# Єнс Бернзен
Єнс Бернзен (нім. Jens Böhrnsen), 12 червня 1949, Бремен) — німецький політик, представник СДПН, з 8 листопада 2005 — бургомістр Бремена і глава уряду землі Бремен, з 1 листопада 2009 — голова Бундесрату. З 31 травня 2010 року виконує обов'язки Федерального президента Німеччини.

## Біографія
У 1968–1973 роках навчався в Кільському університеті, де здобув юридичну освіту. 1995 року був обраний до Сенату Бремена, з 1999 року очолив у ньому фракцію СДПН. Після відставки бургомістра Геннінга Шерфа зі значною перевагою (близько 72 % голосів) переміг на виборах і став новим бургомістром. Після виборів 2007 року відмовився від формування коаліції з ХДС і запросив до нового уряду представників партії Зелених.
З 31 травня 2010 року, після відставки президента ФРН Горста Келлера, став в. о. президента ФРН. За законом, новий президент Німеччини має бути обраний протягом 30 днів з моменту відставки президента.